# Circolo Sportivo Ruentes 1932-1933
Questa pagina raccoglie i dati riguardanti il Circolo Sportivo Ruentes nelle competizioni ufficiali della stagione 1932-1933.

## Rosa
| N. |                   | Ruolo | Calciatore         |
| -- | ----------------- | ----- | ------------------ |
|    | Italia (bandiera) | D     | Alfredo Balbi      |
|    | Italia (bandiera) | C     | Giuseppe Bergamino |
|    | Italia (bandiera) | C     | Dario Fazio        |
|    | Italia (bandiera) | C     | Amato Gastaldi     |
|    | Italia (bandiera) | A     | Inuggi             |

| N. |                   | Ruolo | Calciatore       |
| -- | ----------------- | ----- | ---------------- |
|    | Italia (bandiera) | D     | Domenico Oliva   |
|    | Italia (bandiera) | D     | Giuseppe Olivari |
|    | Italia (bandiera) | C     | Scetto           |
|    | Italia (bandiera) | A     | Luigi Strata     |
|    | Italia (bandiera) | P     | Tassara          |